# Филярии

Филя́рии, или нитчатки (Filariidae) — семейство круглых червей-паразитов. Примерно 10 видов паразитируют на людях, вызывая филяриатозы.

## Внешний вид
Эти исключительно тонкие черви (их диаметр не превышает 0,4 мм) могут достигать в длину почти полуметра

## Хозяева и жизненный цикл
Взрослые филярии живут в организме позвоночных животных, включая человека. Они локализуются в полости тела, подкожной клетчатке, лимфатических и кровеносных сосудах, сердце. Личинки называются микрофилярии.
Промежуточные хозяева филярий — кровососущие насекомые, реже клещи, получающие микрофилярий при сосании крови окончательного хозяина и затем заражающие других позвоночных. Таким образом, распространение паразита осуществляется трансмиссивно.
Распространителями филярий являются кровососущие насекомые. В организме человека черви могут жить практически где угодно. Когда они блокируют лимфатическую систему, то развивается слоновая болезнь, а если скапливаются в глазах, то человек может ослепнуть.

## Систематика
Известно более 80 родов филярий, включающих 380 видов. Наиболее широко распространёнными паразитами человека являются Wuchereria, Brugia, Onchocerca, Loa, Mansonella, Acantocheilonema.